# Фаусто Де Амічіс
Фаусто Де Амічіс (англ. Fausto De Amicis, нар. 26 червня 1968, Мельбурн) — австралійський футболіст, що грав на позиції захисника.
Виступав за клуби «Мельбурн Найтс» та «Саут Мельбурн», а також національну збірну Австралії.

## Клубна кар'єра
У дорослому футболі дебютував 1992 року виступами за команду «Мельбурн Найтс», в якій провів чотири сезони, взявши участь у 47 матчах чемпіонату і доаомігши команді двічі стати чемпіоном Австралії і ще одного разу здобути національний кубок
1996 року перейшов до клубу «Саут Мельбурн», за який відіграв 7 сезонів. Більшість часу, проведеного у складі «Саут Мельбурна», був основним гравцем захисту команди і ще двічі виграв національний чемпіонат, а 1998 року отримав Медаль Джо Марстона, яка вручається найкращому гравцеві фінального матчу першості країни..
Завершив кар'єру футболіста виступами за команду «Гейдельберг Юнайтед», виступаючи у Прем'єр-лізі штату Вікторія у 2005 році.

## Виступи за збірну
7 лютого 1998 року дебютував в офіційних матчах у складі національної збірної Австралії в товариській грі проти Чилі (0:1). 
У складі збірної був учасником домашнього кубка націй ОФК 1998 року, де зіграв в одному матчі в разом з командою здобув «срібло». Пізніше грав і на кубку націй ОФК 2002 року у Новій Зеландії, цього разу зігравши 4 матчі, але австралійці знову програли фінал.
Він також 2001 року брав участь і забив один гол в грі, в якій австралійська збірна обіграла Американське Самоа з рахунком 31:0, встановивши таким чином світовий рекорд по найбільшій перемозі в міжнародному футбольному матчі. Всього протягом кар'єри у національній команді, яка тривала 5 років, провів у її формі 13 матчів, забивши 2 голи.

## Титули і досягнення
- Чемпіон Національної футбольної ліги: 1994/95, 1995/96, 1997/98 , 1998/99
- Володар  Кубка Національної футбольної ліги: 1994/95
- Фіналіст Кубка націй ОФК: 1998, 2002
- Медаль Джо Марстона (найкращому гравцю Гранд-фіналу Національної футбольної ліги): 1998